# ميركو بيجلياكيلي
ميركو بيجلياكيلي (بالإيطالية: Mirko Pigliacelli) (30 يونيو 1993 بروما في إيطاليا - ) هو لاعب كرة قدم إيطالي في مركز حراسة المرمى. شارك مع منتخب إيطاليا تحت 18 سنة لكرة القدم ومنتخب إيطاليا تحت 19 سنة لكرة القدم ومنتخب إيطاليا تحت 20 سنة لكرة القدم ومنتخب إيطاليا تحت 21 سنة لكرة القدم. أما مع النوادي، فقد لعب مع نادي بارما ونادي برو فيرتشيلي ونادي بيسكارا ونادي روما ونادي ريجينا ونادي ساسولو ونادي فروسينوني.

## وصلات خارجية
- ميركو بيجلياكيلي على موقع الاتحاد الأوربي (الإنجليزية)
- ميركو بيجلياكيلي على موقع قاعدة بيانات كرة القدم.إي يو (الإنجليزية)
- ميركو بيجلياكيلي على موقع Soccerway.com (الإنجليزية)
- ميركو بيجلياكيلي على موقع عالم كرة القدم.نت (الإنجليزية)
- ميركو بيجلياكيلي على موقع AS.com (الإسبانية)